# Інґрід Нарґанґ
Інґрід Нарґанґ (нім. Ingrid Nargang; 17 квітня 1929, Чернівці, Румунське королівство — 10 травня 2019, Шердінг, Австрія) — австрійський адвокат, суддя та історик. З 1964 по 1993 рік була головою районного суду в Енґельгартсцеллі. Була першою жінкою, яка очолила районний суд в Австрії.

## Біографія
Народилась 1929 року в Чернівцях. Походить зі старовинного австрійського роду держслужбовців. Її прадідом був Штефан Вольф, класичний філолог та директор школи, а дід працював адвокатом. Її родина проживала в Чернівцях ще з часів, коли Буковиною володіла Австрійська монархія. Росла без батька, який покинув сім'ю, коли їй було 2 роки і була вихована матір'ю та бабусею. Влітку 1940 року зі вступом радянських військ до Буковини та їх намірами переселити все населення німецького походження, родина Нарґанґ змушена була залишити Чернівці. Спочатку вони переїхали до Нижньої, а потім до Верхньої Сілезії. Наприкінці Другої світової війни, з наближенням СРСР, Нарґанґ знову переїхала, того разу до Верхньої Австрії.
Як й інші так звані «вигнанці» та «етнічні німці», що проживали в Обервайсі поблизу Гмундена, Нарґанґ відвідувала середню школу в Гмундені з осені 1945 року. Закінчивши школу 1948, вона продовжила навчання в Інсбруку, вивчаючи юриспруденцію. Вона також відвідувала аспірантуру в комерційній академії. 1952 року стала доктором з права. Після річного судового чину, вивчала економіку до 1955 року. 1959 року стала доктором соціальних і економічних наук. В цей час Нарґанґ вже почала працювати як помічник адвоката в Лінці. Згодом стала адвокатом в магістраті Лінца.
1963 року стала суддею. З 1964 року і до виходу на пенсію 1993 року очолювала районний суд в Енґельгартсцеллі. Стала першою жінкою, яка очолила районний суд в Австрії.
Як історик, досліджувала тематику буковинських німців, а також проблему біженців у Верхній Австрії після Другої світової війни. Вона також була одним з засновників організації буковинських німців у Лінці.
В останні роки життя проживала в Енґельгартсцеллі, Лінці та Відні. Померла 10 травня 2019 року в Шердінгу.